# Аснар II Галіндес
Аснар II Галіндес (араг. Aznar II Galíndez; д/н — 893) — 6-й граф Арагону в 867—893.

## Життєпис
Походив з династії Галіндес. Син Галіндо I, графа Арагону. Після смерті батька 867 року успадкував владу. Про діяльність графа Аснара II відомостей обмаль. Вважається, що на відміну від попередників намагався дотримуватися мирних стосунків з усіма сусідами. Припускають, що він міг скористатися невдачами королівства Наварри у війні з мусульманами, звільнившись від залежності.
Багато приділяв уваги розселеню мешканців та розвитку міст. Також продовжував політику підтримки монастирів, насамперед Сан-Педро-де-Сіреса. Помер 893 року. Йому спадкував син Галіндо II.

## Родина
Дружина — Онека, донька Гарсії I, короля Наварри
Діти:
- Галіндо (д/н—922), граф Арагону
- Гарсія
- Санча, дружина Мухаммеда аль-Тавіля, валі Уески